# Attersee am Attersee
Attersee am Attersee osztrák község Felső-Ausztria Vöcklabrucki járásában. 2018 januárjában 1585 lakosa volt.

## Elhelyezkedése

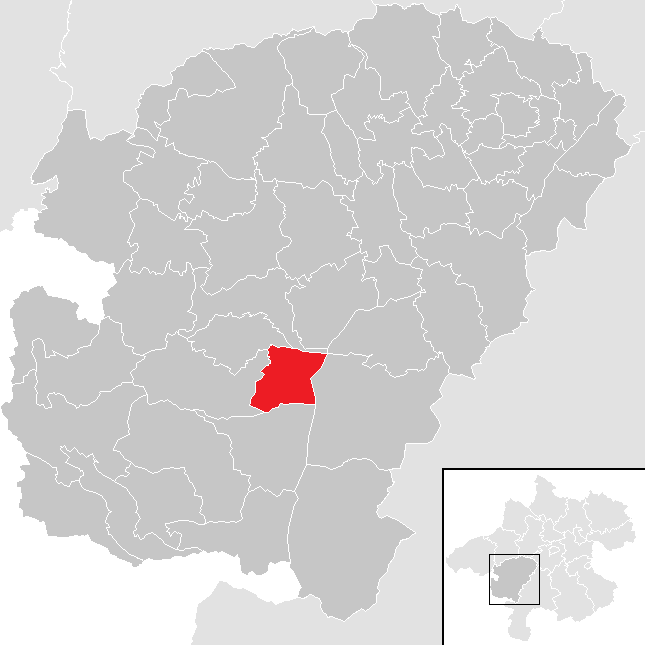
Attersee am Attersee a Vöcklabrucki járásban

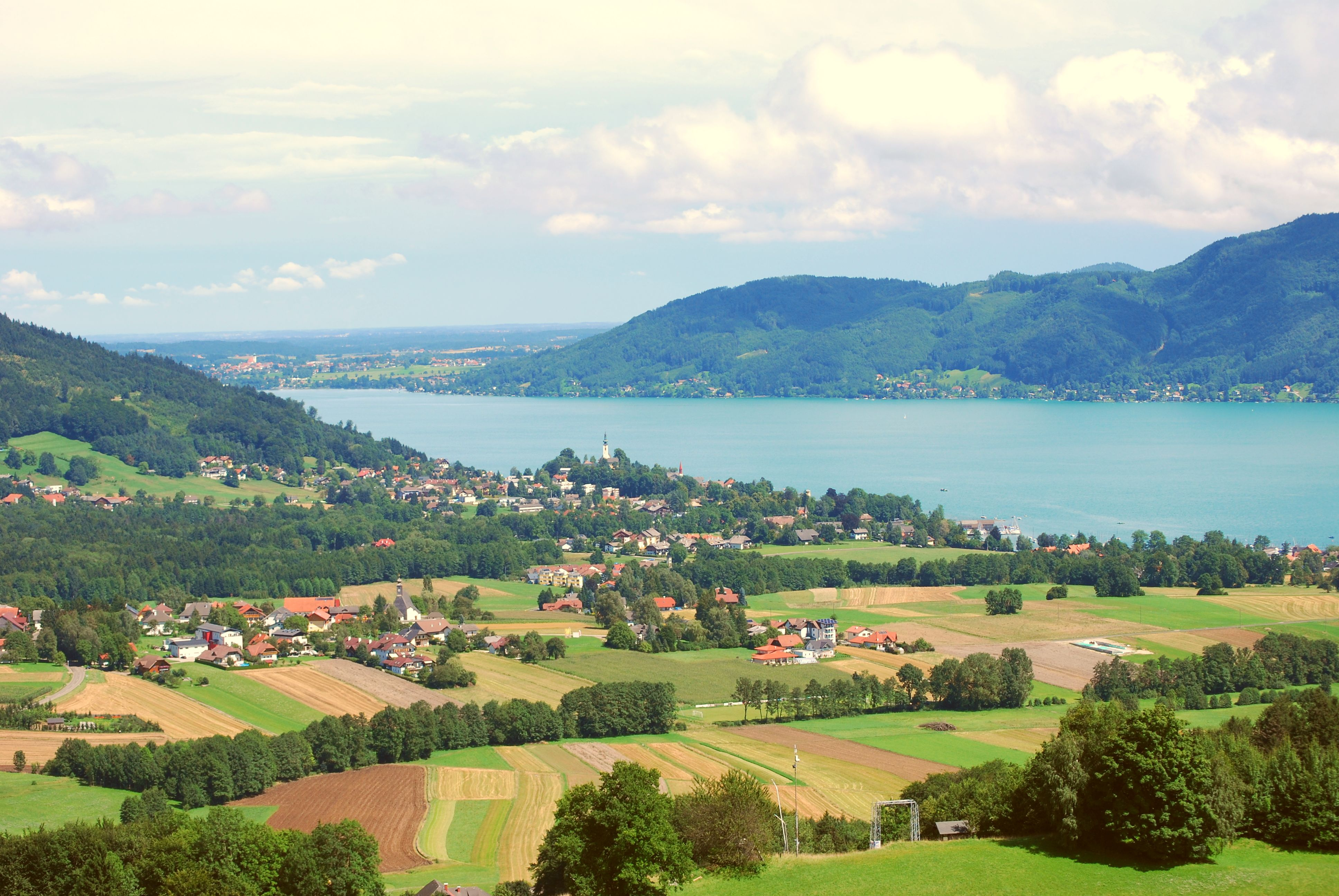
Attersee látképe

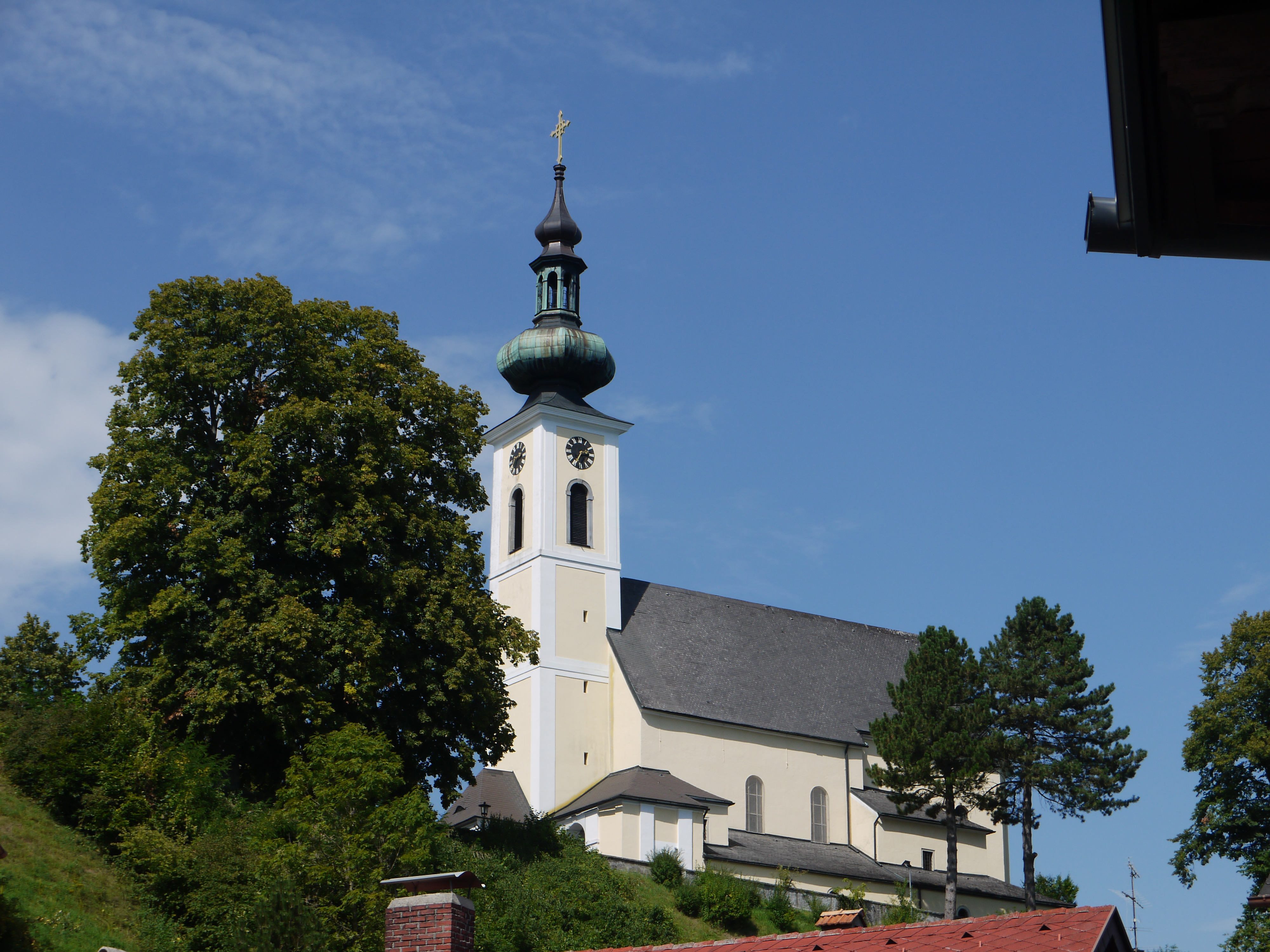
A Mária mennybemenetele-kegytemplom

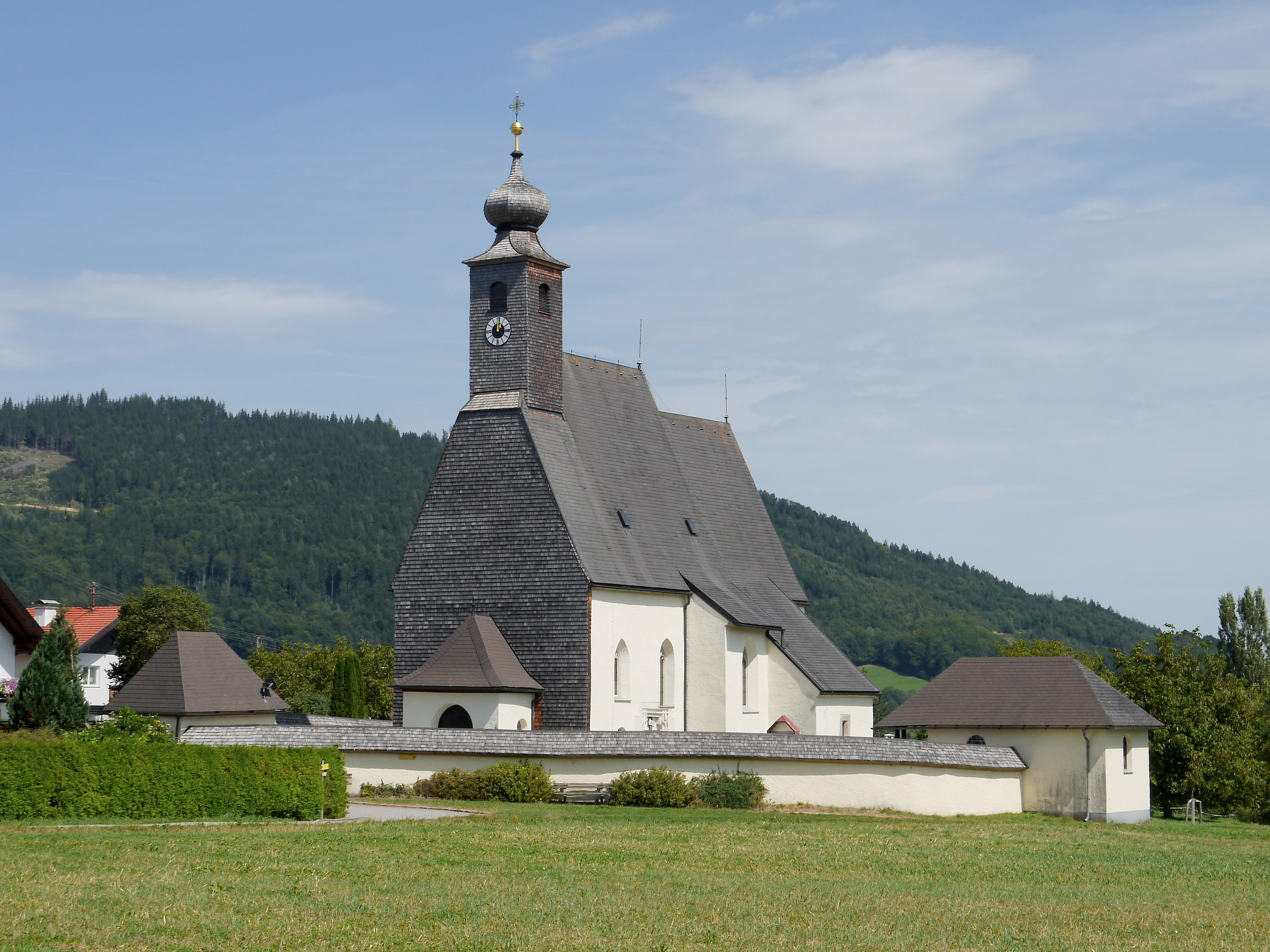
Az abtsdorfi Szt. Lőrinc-templom

Attersee am Attersee Felső-Ausztria Hausruckviertel régiójában helyezkedik el, az Attersee nyugati partján. Területének 21,1%-a erdő, 36,7% áll mezőgazdasági művelés alatt. Legfontosabb folyóvize a Mühlbach. Az önkormányzat 9 településrészt és falut egyesít: Abtsdorf (358 lakos 2018-ban), Altenberg (79), Attersee (401), Aufham (100), Breitenröth (62), Mühlbach (178), Neuhofen (89), Oberbach (67) és Palmsdorf (251). 
A környező önkormányzatok: északon Berg im Attergau és Seewalchen am Attersee, északkeleten Schörfling am Attersee, délkeleten Weyregg am Attersee, délen Nußdorf am Attersee, nyugaton Straß im Attergau, északnyugaton Sankt Georgen im Attergau. 

## Története
Az újkőkorban a cölöpházas kultúra képviselői éltek a mai község területén, házaikat a parthoz közel, a tófenékbe vert cölöpökre építették. A római korból jelentősebb lelet nem maradt fenn. 
A kora középkorban a mai Atterseeben királyi udvarház állt, amelyet először 885-ben említenek Atarnhova (Atterhofen) néven, és a frank királyok több alkalommal meglátogatták; pl. Arnulf király 888-ban járt itt. A birtokot II. Henrik császár 1007-ben a bambergi püspöknek adományozta. Az atterseei udvarházat várrá fejlesztették és néhány évszázadig innen kormányozták az Attergau régiót. 1379-ben a püspökségtől a Habsburgok kezébe került az Attergau, akik 1440 körül Sankt Georgen mellett megépítették a jobban védhető Neu Attersee (később Kogl) várát, ahová átkerült az irányítási központ. A lakatlanul maradt atterseei vár lassan romba dőlt, köveit a régészek tárták fel a mai templomdombon.     
Attersee 1276-ban lett önálló egyházközség. A gótikus várkápolnából plébániatemplom lett. 1652-ben átszállították ide St. Georgenből a Napos Szűz Mária szentképet, amely sok zarándokot vonzott. 1712 és 1728 között Anton Khevenhüller gróf barokk stílusban átépíttette a templomot. 

## Lakosság
Az Attersee am Attersee-i önkormányzat területén 2018 januárjában 1585 fő élt. A lakosságszám 1880 óta többé-kevésbé gyarapodó tendenciát mutat. 2015-ben a helybeliek 92,1%-a volt osztrák állampolgár; a külföldiek közül 4,2% a régi (2004 előtti), 1,3% az új EU-tagállamokból érkezett. 0,6% a volt Jugoszlávia (Szlovénia és Horvátország nélkül) vagy Törökország, 1,8% egyéb országok polgára. 2001-ben a lakosok 80,9%-a római katolikusnak, 11,1% evangélikusnak, 2% mohamedánnak, 5,2% pedig felekezeten kívülinek vallotta magát.  

## Látnivalók
- a Mária mennybemenetele plébánia- és kegytemplom.
- az evangélikus templom volt eredetileg a katolikus plébániatemplom, de 1813-ban a bajor király átadta az evangélikusoknak, amikor a napóleoni befolyás alatt lévő bábállam megkapta az Attersee nyugati partját.
- a gótikus Szt. Lőrinc-plébániatemplom Abtsdorfban 1791-ig a mondseei apátság felügyelete alatt állt.
- a Perspektiven Attersee művészeti fesztivált 2011 óta rendezik meg.

## Fordítás
- Ez a szócikk részben vagy egészben  az   Attersee am Attersee című német Wikipédia-szócikk ezen változatának fordításán alapul.  Az eredeti cikk szerkesztőit annak laptörténete sorolja fel. Ez a jelzés csupán a megfogalmazás eredetét és a szerzői jogokat jelzi, nem szolgál a cikkben szereplő információk forrásmegjelöléseként.